# Verbrechen in der Marszałkowska-Straße 111 in Warschau

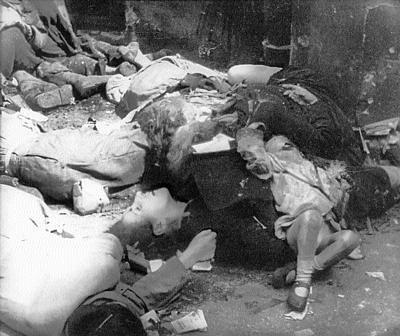
Eine Filmaufnahme aus der aufständischen Filmchronik zeigt die Opfer der Hinrichtung in der Marszałkowska Straße 111.

Das Verbrechen in der Marszałkowska Straße 111 in Warschau war ein Verbrechen an der Zivilbevölkerung des Warschauer Stadtteil Śródmieście Północne, das von den Deutschen während des Warschauer Aufstandes begangen wurde. Am 3. August 1944 erschoss die Besatzung der deutschen Panzerwagen neben dem Gasthaus „Pod Światełkami“ etwa 30 bis 44 polnische Zivilisten, die Bewohner der Mietshäuser in der Marszałkowska Straße Nr. 109, 111 und 113 waren.

## Verlauf des Massakers
In den ersten Tagen des Augusts 1944 gab es am Abschnitt der Marszałkowska Straße zwischen den Straßen Chmielna und Złota keine größeren aufständischen Kämpfe. Am 3. August, gegen 11:00 Uhr, erschien dort ein deutscher Panzerwagen, der entlang der Marszałkowska Straße in Richtung Norden fuhr und aus den nahe gelegenen Häusern beschossen wurde. Der Wagen hielt dann vor dem Mietshaus Nr. 113 an, wo eine kleine Gruppe von Soldaten ausstieg. Sie betraten den Hof des Mietshauses und gingen dann zum Nachbarhaus Nr. 111. Nach dem Bericht eines Bewohners dieses Hauses, Piotr Grzywacz, bestand die Einheit aus einem Deutschen und acht „Ukrainern“ in SS-Uniformen. In dem Bericht des Kommandanten der Warschauer Distrikt der polnischen Heimatarmee, General Albin Skroczyński (Deckname Łaszcz), gab es sechs Soldaten – meist „Ukrainer“ („Situationsbericht Nr. 5 über deutsche Repressionen gegen Zivilisten in der Gegend von der Aleje Jerozolimskie“, 4. August 1944).
SS-Männer befahlen den Bewohnern, sofort zum Hof herauszugehen (der Auftrag wurde auf Deutsch, Polnisch und „Russisch“ erteilt). Etwa 40 Menschen hörten dem Ruf zu. Die Soldaten versammelten diese Bewohner vor dem Gasthaus „Pod Światełkami“ und erschossen sie mit dem Feuer aus dem Maschinengewehre. Es ist nicht völlig klar, wie viele Zivilisten zum Opfer dieser Hinrichtung fielen. Im Bericht von „Łaszcz“ spricht man von 20–30 Ermordeten. Laut Piotr Grzywacz gab es 37 Opfer. Auf der anderen Seite, Maja Motyl und Stanisław Rutkowski, Autoren der Studie „Powstanie Warszawskie – rejestr miejsc i faktów zbrodni“ (auf Deutsch: „Warschauer Aufstand – ein Verzeichnis von Orten und Fakten des Verbrechens“), schätzen die Anzahl der Menschen auf 44 Ermordeten. Die Opfer des Massakers waren Bewohner der Häuser in der ulica Marszałkowska Nr. 109, 111 und 113. Unter den Ermordeten waren Frauen und Kinder.

## Nach dem Verbrechen
Nach dem Verbrechen versuchte die deutsche Untereinheit, das Mietshaus zu verlassen, aber es wurde durch den Beschuss von Aufständischen aus dem Gebäude des Hotels „Metropol“ (in der ulica Marszałkowska, an der Ecke der ulica Złota) verhindert. Die Deutschen blieben für den nächsten Tag im Haus. Am 4. August betrat die Sturmeinheit der Stabsabteilung der Warschauer das Miethaus und die Soldaten nahmen zwei „Ukrainer“ fest und die übrigen SS-Männer wurden während des Kampfes liquidiert. Die Gefangenen gaben zu, Zivilisten ermordet zu haben, wobei sie behaupteten, dass sie die Befehle ihres Kommandanten – eines Deutschen – ausführten. Nach dem Verhör wurden beide erschossen.